# Aspidosperma desmanthum
Aspidosperma desmanthum là một loài thực vật có hoa trong họ La bố ma. Loài này được Benth. ex Müll.Arg. mô tả khoa học đầu tiên năm 1860.